# Dia Mundial da Tartaruga
O Dia Mundial da Tartaruga é um evento promovido anualmente no dia 23 de maio desde 2000 pela American Tortoise Rescue. Tem o objetivo de trazer à atenção e aumentar o conhecimento e o respeito por quelônios e difundir o conceito de ajudá-los a sobreviver e se desenvolver. O Dia Mundial da Tartaruga é comemorado em todo o mundo em uma variedade de formas, desde vestir-se como tartarugas para salvar outras tartarugas capturadas nas rodovias, como para a investigação de atividades que façam mal ao seu habitat.